# KINGDOM (De-LAXのアルバム)
『KINGDOM』(キングダム)は、1990年7月25日に発売されたDe-LAXのアルバム。通算3枚目のオリジナルアルバムである。発売元はフォーライフ・レコード。

## 概要
- 前作『NEUROMANCER』から、約1年ぶりのリリースとなった。
- 自身最大のヒットとなった4thシングル「GLOBAL STREET」から、表題曲「GLOBAL STREET」と他9曲が収録されている。ただし、3rdシングル「CANDY」は収録されていない。また、ビデオ・クリップ集『"KINGDOM"』と同時発売された。
- ジャケットには、『"KINGDOM"』という表記がなされている。
- 2017年現在、De-LAXのアルバムの中では、最も売り上げが高い作品である。

## ツアー
- このアルバムをひっさげ、1990年から、翌年の1991年にかけてアルバムツアー『De-LAX TOUR '90 "KINGDOM"』を行った。また、アルバムツアー後半から、コンサートツアー『De-LAX "LIVEHOUSE KINGDOM"』と同時進行で行った。また、De-LAX単独で、渋谷公会堂でのライブを2日連続で行った。1990年12月25日の渋谷公会堂公演のライブは、ライブ・ビデオ『TOUR '90 "KINGDOM"』として発売された。また、ビデオ『THE STORY OF De+LAX 1988-1992 5Years×5Lives』にも、この頃のライブの映像が2曲のみではあるが、収録されている。
- 2本のツアー『De-LAX TOUR '90 "KINGDOM"』、『De-LAX "LIVEHOUSE KINGDOM"』終了後の1991年には、コンサートツアー『De-LAX "CLUB KINGDOM"』を行った。1991年3月3日の日清パワーステーション公演のライブは、ライブ・アルバム『BOOTLEG!!』として発売された。

## 収録曲
- 全曲 作詞:宙也、編曲:鈴木正美・De-LAX

| #         | タイトル                       | 作詞      | 作曲              | 時間 |
| --------- | ------------------------------ | --------- | ----------------- | ---- |
| 1.        | 「THE HOLY LAND」              |           | 鈴木正美          | 3:47 |
| 2.        | 「ISOLATION」                  |           | 鈴木正美          | 4:00 |
| 3.        | 「GLOBAL STREET」              |           | 鈴木正美          | 4:06 |
| 4.        | 「WORLD'S END -世界の果て-」   |           | 榊原秀樹          | 5:30 |
| 5.        | 「LOVE ME GOOD-BYE」           |           | 鈴木正美          | 5:14 |
| 6.        | 「SEX,GOD,BLOOD」              |           | 榊原秀樹          | 4:46 |
| 7.        | 「REVOLUTION -永遠の薔薇-」    |           | 榊原秀樹          | 4:27 |
| 8.        | 「SACRIFICE」                  |           | 榊原秀樹          | 6:08 |
| 9.        | 「DEEP INSANITY -25時の狂気-」 |           | THE SPANISH BOMBS | 5:08 |
| 10.       | 「JERUSALEM -NAKED VERSION-」  |           | 榊原秀樹          | 1:19 |
| 合計時間: | 合計時間:                      | 合計時間: | 43:05             |      |

## 曲解説
- 全曲 作詞:宙也、編曲:鈴木正美・De-LAX

1. THE HOLY LAND (3:47)
  - 作曲:鈴木正美

De-LAXのライブのS.E.として使われたことがある。
アルバム曲ながら、PVが製作されており、ビデオ・クリップ集『"KINGDOM"』に、本楽曲のPVが収録されている。なお、PVの中のテレビに一瞬だけだが、トムとジェリーの映像が投影されている。
ライブビデオ『TOUR '90 "KINGDOM"』にて、本楽曲が映像化された。
2. ISOLATION (4:00)
  - 作曲:鈴木正美

前曲とほんの僅かではあるが音が繋がっている。
後に、ライブアルバム『BOOTLEG!!』にて、この曲のライブバージョンが収録された。
ライブビデオ『TOUR '90 "KINGDOM"』にて、本楽曲が映像化された。
3. GLOBAL STREET (4:06)
  - 作曲:鈴木正美

4thシングルの表題曲。アウトロのギャップ(無音状態)がカットされているため、実質、表記のないアルバムバージョンでの収録である。
4. WORLD'S END -世界の果て- (5:30)
  - 作曲:榊原秀樹

後に、ライブアルバム『BOOTLEG!!』と『HELLO AGAIN』にて、この曲のライブバージョンが収録された。
ライブビデオ『TOUR '90 "KINGDOM"』、『"RESURRECTION & EXISTENCE"』にて、本楽曲が映像化された。
5. LOVE ME GOOD-BYE (5:14)
  - 作曲:鈴木正美

ライブビデオ『TOUR '90 "KINGDOM"』にて、本楽曲が映像化された。
6. SEX,GOD,BLOOD (4:46)
  - 作曲:榊原秀樹

後に、ライブアルバム『HELLO AGAIN』にて、この曲のライブバージョンが収録された。
ライブビデオ『TOUR '90 "KINGDOM"』にて、本楽曲が映像化された。
7. REVOLUTION -永遠の薔薇- (4:27)
  - 作曲:榊原秀樹

後に、ライブアルバム『BOOTLEG!!』にて、この曲のライブバージョンが収録された。
ライブビデオ『TOUR '90 "KINGDOM"』にて、本楽曲が映像化された。
8. SACRIFICE (6:08)
  - 作曲:榊原秀樹

本作に収録されている楽曲の中で、一番演奏時間が長い楽曲となっている。
ライブビデオ『TOUR '90 "KINGDOM"』にて、本楽曲が映像化された。
9. DEEP INSANITY -25時の狂気- (5:08)
  - 作曲:THE SPANISH BOMBS

今作のアルバムで唯一THE SPANISH BOMBSが作曲を手掛けている。
後に、ライブアルバム『BOOTLEG!!』にて、この曲のライブバージョンが収録された。
ビデオ『THE STORY OF De+LAX 1988-1992 5Years×5Lives』には、アルバムツアー『De-LAX TOUR '90 "KINGDOM"』の12月25日の渋谷公会堂公演のライブの映像が収録されている。なお、この楽曲と2ndアルバム『NEUROMANCER』に収録されている「MAYBE SUNDAY」の2曲は、共にライブビデオ『TOUR '90 "KINGDOM"』に収録されていなかった。
10. JERUSALEM -NAKED VERSION- (1:19)
  - 作曲:榊原秀樹

本作に収録されている楽曲の中で、一番演奏時間が短い楽曲となっており、また、De-LAXの全楽曲の中で、本楽曲が一番演奏時間が短い楽曲となっている。
スローバラードの楽曲で宙也の声のみが録音されている。この曲は複数のバージョンが存在しており、そのうちの1つは、同日に発売されたビデオ・クリップ集『"KINGDOM"』に収録されている「JERUSALEM -DESERTED VERSION-」で、このバージョンは、他にライブアルバム『BOOTLEG!!』と、ベストアルバム『"20th Anniversary Premium Collection"』に収録されている。

## 収録ベストアルバム
- THE STORY OF De+LAX 1988-1992 5Years×5Lives (Disc 1,#2、#3、#4、#6 Disc 2 #7)
- Best of De+LAX (#4、#6、#7)
- "20th Anniversary Premium Collection" (#9、#10,別バージョン)

## 収録映像作品
PV収録
- THE STORY OF De+LAX 1988-1992 5Years×5Lives (#1、#3)
- "20th Anniversary Premium Collection" (#3)

ライブ映像収録
- TOUR '90 "KINGDOM" (#1、#2、#3、#4、#5、#6、#7、#8、#10,別バージョン)
- THE STORY OF De+LAX 1988-1992 5Years×5Lives (#9)
- "RESURRECTION & EXISTENCE" (#3、#4)